# David R. Holsinger
David Rex Holsinger (* 26. Dezember 1945 in Hardin, Missouri) ist ein US-amerikanischer Komponist, Dirigent und Musikpädagoge.

## Leben
David Holsinger studierte an der Central Methodist University, an der University of Central Missouri und an der University of Kansas, wo er 2006 seinen Doctor of Musical Arts erwarb. Zu seinen Lehrern zählten Donald Bohlen und Charles Hoag. Von 1984 bis 1999 war Holsinger Kirchenmusiker und Composer in Residence in Grand Prairie, Texas. Anschließend nahm er eine Stelle als Dirigent des Blasorchesters der Lee University in Cleveland, Tennessee an, an der er zudem als Professor für Musik Dirigieren und Komposition unterrichtet. Daneben ist er als Gastdirigent und Komponist bei zahlreichen US-amerikanischen Universitäten und professionellen Blasorchestern tätig.

## Werk
Holsinger hat mehr als 100 Werke für Blasorchester komponiert. Seine Musik ist dabei von wechselnder Metrik und Akzentuierung geprägt und häufig programmatisch gestaltet.

### Blasorchester
- 1970 The War Trilogy
- 1974 Präludium und Rondo
- 1982 The Armies of the Omnipresent Otserf
- 1984 Liturgical Dances
- 1985 Havendance
- 1986 In the Spring at the Time When Kings Go Off to War
- 1987 Nilesdance
- 1988 Gathering of the Banks of Hebron
- 1988 On Ancient Hymns and Festal Dances
- 1989 On the Grand Prairie Texas
- 1990 Graysondance
- 1990 Symphonic Canticle
- 1990 To Tame the Perilous Skies
- 1991 On An American Spiritual
- 1993 A Song of Moses für Chor, Blasorchester und Perkussion
- 1993 Gmyway’s Revenge
- 1994 Von Grrrhart’s 613th Regimental March
- 1995 At the Strongholds of En Gedi
- 1995 Ostersymphonie
- 1996 Little Mystery Music
- 1998 Prairie Dances
- 1998 Adagio für Blasorchester
- 1998 On the Cul-de-Sac, Three O’Clock, Friday Afternoon
- 1998 Jolly Walk in Hibertland
- 2000 Pride of Buxmont
- 2012 A Call to Celebration
- 2012 Mountain Ayre and Wedding Dance
- A Childhood Hymn
- Abram’s Pursuit
- American Faces
- Ballet Exaltare
- Ballet Sacra
- Deerpath Dances
- In Praise of Gentle Pioneers
- On a Hymnsong of Philip Bliss
- Sinfonia Voci
- Fantasy on a Gaelic Hymnsong
- Hopak Raskolniki (A Dance for the Old Believers)
- The Cluster Fluster Bluster March
- The Adventures of Kid Cam the Rocketman!
- Army Ants March & Boogie
- Battle Music
- The Chase
- The City Symphony
- Consider the Uncommon Man
- The Deathtree
- Deborah’s Triumph/Jael’s Revenge
- Divertimented Dances
- Elegy on an American Folktune
- Elegy on an Evening Hymn
- Every Morning New
- Falcon Attack
- Fanfare and Caprice on „Annie Lisle“
- Fanfare für Blechbläser und Pauken
- Fanfare for the Glorious Naycart
- Fanfare Mid-America
- Festiva Jubiloso
- The Forbarsti Tryptych
- The Fort Canterbury Adventure
- Gears Pulleys Chains
- Gypsydance
- The Helm Toccata
- Hero Music
- Homage: Three Tapestries
- Hymnsong on a Tune of Lowell Mason
- Hymnsong on a Tune of Robert Lowry
- If You Must Doodle, Doodle Somewhere Else!
- Kansas City Dances für Tuba und Blasorchester
- Kaylen Dreaming
- Legacy Music
- A Little Adventure Music
- Little Fantasy on an American Hymn
- March of the Grand High Poobah
- March on a Russian Hymnsong
- Mobbusters!
- On a Childhood Sunday Song
- On a Southern Hymnsong
- On the Overland Stage to El Paso
- One Day, In a Small Town
- Partita Allegro
- The Peasant Village Dance (Threes plus Twos)
- Praises
- Providence Unfinished
- Quiet River
- Reagan of Illinois für Erzähler, Chor und Blasorchester
- Reese’s Summer
- Riding with the Frontier Battalion
- Scootin’ on Hardrock
- Scrappy Bumptoe’s Picture Cards and Ragtag Dances
- Silver Celebration Overture
- Solemn Hymn & Rowdy Dance
- Some Give All
- Summer to Fall
- Symphonia Glorioso
- Symphonic Movement
- Texas Promendade

## Auszeichnungen
Holsinger wurde zweimal mit dem Sousa/ABA/Ostwald Award der American Bandmasters Association ausgezeichnet: 1982 für The Armies of the Omnipresent Otserf und 1968 für In the Spring at the Time When Kings Go Off to War. 1995 wurde ihm bei der Premiere seiner Ostersymphonie die Ehrendoktorwürde des Gustavus Adolphus College in St. Peter, Minnesota verliehen. 1998 wurde Holsinger zum Mitglied der American Bandmasters Association ernannt. 2003 erhielt er für sein kompositorisches Werk den Excellence in Scholarship-Preis der Lee University.

## Aufnahmen (Auswahl)
- Rise of the Firebird (2001, Walking Frog Records, WFR 316), Washington Winds, Edward Petersen (Dirigent).
- Mind Sets (2010, Walking Frog Records, WFR 368), Washington Winds, Edward Petersen (Dirigent).
- Celebrations (2011, Altissimo, ALT 61042), The United States Navy Band, Ralph M. Gambone (Dirigent).
- Dances, Reflections & Suzpplications (2014, Mark Records, MCD 51050), Mansfield University Concert Wind Ensemble, Adam F. Brennan (Dirigent).